# Scalmo

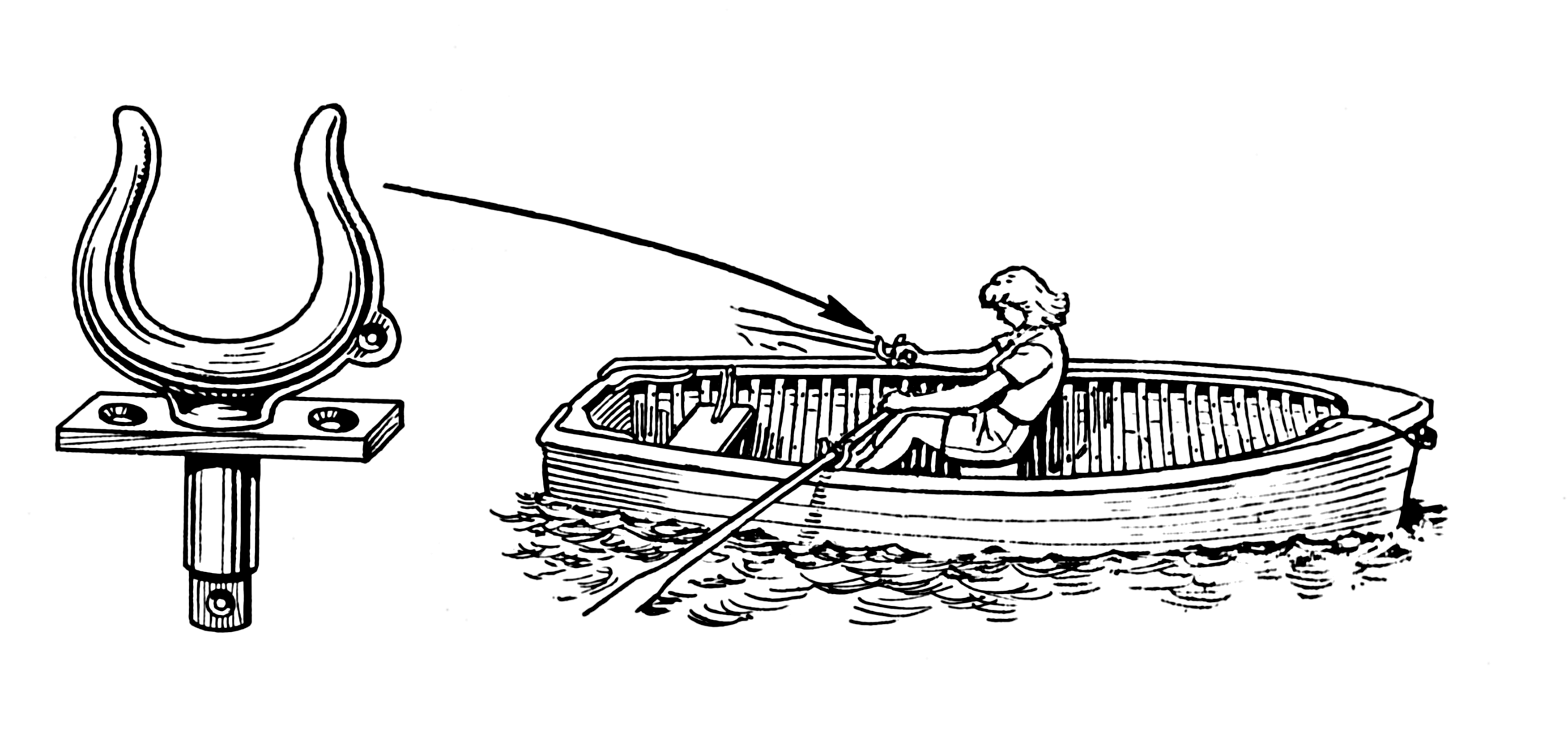
La scalmiera su una normale barca

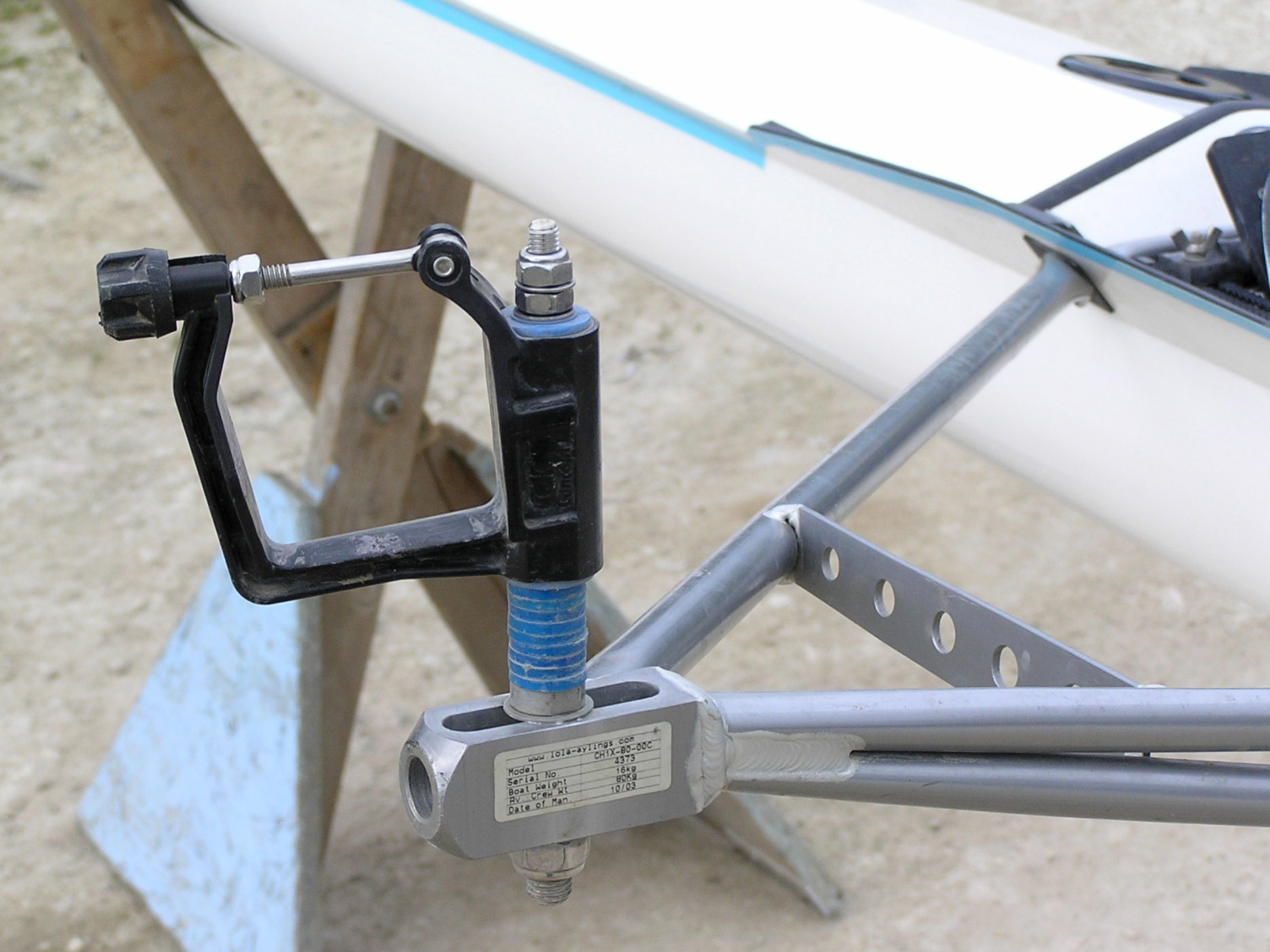
Una scalmiera nel canottaggio

La scalmiera è l'appoggio del remo su un'imbarcazione per consentire la remata. Può essere in vari materiali, anche di semplice corda.

## Descrizione
Inizialmente lo scalmo era costituito semplicemente da una caviglia fissata alla falchetta. Il remo veniva fissato allo scalmo tramite lo stroppo. A volte le caviglie utilizzate erano due (scalmo doppio) e quindi lo stroppo non era più necessario.
Attualmente il tipo più comune è a forma di "U", fissato alla barca, in modo da ruotare liberamente intorno all'asse verticale. Nelle imbarcazioni da canottaggio è fissato esternamente, tramite un braccio metallico denominato outrigger.
Fino a pochi anni fa il materiale utilizzato più frequentemente era una lega d'ottone, mentre attualmente, specialmente nelle competizioni, si usano sostanze plastiche che assicurano una maggior leggerezza.